# 三幕劇
三幕劇，是日本純種競賽馬匹。生涯活躍於中距離賽事，曾勝出福島紀念、小倉大賞典及產經賞。

## 出賽前
2014年2月17日出生於北海道千歲市社台牧場，成長途中於一口馬主俱樂部Shadai Race Horse Co. Ltd.進行馬主募集。
其後交由栗東訓練中心練馬師音無秀孝訓練。

## 競賽生涯

### 2歲
2016年9月18日出戰阪神競馬場2歲新馬戰，選擇領放之下雖然在直路跑出不俗的速度，但仍然被後方來襲的對手超越以第二落敗。
稍為休養後在12月出戰2歲未勝利戰，本次比賽保持在中後方位置，但最終未能順利加速以第五完賽。

### 3歲
2017年2月出戰3歲未勝利戰，重拾領放戰術下以取得第二的戰績，2星期後再度出戰3歲未勝利戰，本次比賽成功在直路逐步彈離對手，一放到底下取得首勝。
其後主要之條件戰作為目標，雖然於大寒櫻賞及奧尻特別中均未能跑出優勢，但於3歲以上500萬獎金以下條件戰中成功爆發末腳速度超越所有對取勝，在2星期後的松前特別亦能保持第三的戰績。
秋季其決定越級挑戰二級賽聖烈特紀念，一路保持在第二的位置下於直路嘗試加速透出，雖然未能全力加速，但最終仍然僅敗於覓奇燕子、艾恩遺跡及千古傳誦取得第四。
然而在正賽菊花賞中，其未能適應大長途賽事的距離以及受到天雨影響，在直路上一直後退下最終以第十四大敗。

### 4歲
2018年繼續出戰各項條件戰，最終在六場賽事中取得三冠一亞一季的優勢戰績，成功在夏季時晉級公開組。
8月19日以札幌紀念作為目標，本次比賽選擇以先行戰術保持在約莫第五的位置，在直路上逐步加速展開衝刺，雖然其後被後方來襲的白日彗星、豐收節、魔族之鳥及萬籟爭鳴相繼超越，但第五的戰績仍然為所有前置馬中最佳。
入秋後出戰公開賽十月錦標，保持在中團附近的位置展開賽事下在直路的反應未如理想，最終跑獲第四的名次。
年末選擇出戰福島紀念，比賽初段面對由領放馬馬國之巔做出的前1000米57.6秒的超快步速下，其仍然選擇在第三的先頭位置展開推進。進入直路後，其未有受到步速影響並可以繼續加速，最終在中內欄位置率先透出下以1 1/4馬位戰勝個人特色，取得首個分級賽冠軍。

### 5歲
短暫放草下在2019年年初出戰小倉大賞典，繼續採用較為主動的戰術下在第五左右的位置逐步推進，於彎道處開始抽出中檔望空。進入直路後，其成功克服57公斤的較高負磅，一直保持不俗的加速力下最終在最後一步壓贏Tanino Frankel取得勝利，達成分級賽連勝。
但其後未能保持水準下於大阪盃因失速以第七落敗，在寶塚紀念中亦因未能維持走勢再度取得第七。
秋季陣營安排其以產經賞作為起動戰，於外檔位置迅速貼欄下展開領放，同時維持較為平穩的步速。在直路上，其仍然得以在內欄保持自身的優勢，最終成功拉開後方1 3/4馬位取得第三個分級賽冠軍。
然而在秋季天皇賞及有馬紀念中，其未能以領放戰術再度建功，分別以第十二及第十三的戰績大敗。

### 6歲
2020年首戰選擇美國賽馬會盃，繼續採用領放戰術下在直路失速被對手陸續趕過，最終以第八的戰績落敗。
3月28日出戰日經賞，稍為墮後下保持在第七的位置展開推進，同時在第三彎道處逐步上前取位。進入直路後，其在前方位置以不俗的反應展開加速，最終僅敗於覓奇燕子及魔族紳士取得第三。
緊接乘勢挑戰春季天皇賞，本次比賽以主動的策略展開賽事，出閘後隨即保持在神業及賽黃晶後方的第三的位置，並於比賽途中一直維持穩定的節奏。進入直路後，其待前方兩名對手力弱下迅速取得領先，及後一直保持速度下僅被氣自豪超越，最終顛覆第十一人氣的低評價爆冷取得第二。
6月以寶塚紀念作為目標，但一直在後方位置徘徊下無法於直路突圍而出，最終以第十一落敗。
完成寶塚紀念後前方放草，返回馬房後原定為秋季賽事作準備，但於途中被發現左前腳腫脹。最終經過超聲波檢查後確認為肌腱炎，陣營因而安排其退役。

### 詳細賽績
| 日期       | 舉辦國家 | 馬場 | 距離   | 級別 | 賽事名稱         | 負重 | 騎師     | 馬號 | 出馬 | 名次 | 時間   | 頭馬（二馬）       |
| ---------- | -------- | ---- | ------ | ---- | ---------------- | ---- | -------- | ---- | ---- | ---- | ------ | ------------------ |
| 18/9/2016  | 日本     | 阪神 | 草1800 |      | 2歲新馬          | 54   | 松若風馬 | 2    | 8    | 2    | 1:50.6 | Wonder Pucuk       |
| 25/12/2016 | 日本     | 阪神 | 草2000 |      | 2歲未勝利        | 55   | 松若風馬 | 9    | 15   | 5    | 2:05.4 | With One Assent    |
| 11/2/2017  | 日本     | 京都 | 草2000 |      | 3歲未勝利        | 56   | 松若風馬 | 3    | 16   | 2    | 2:03.6 | 古蹟村             |
| 25/2/2017  | 日本     | 阪神 | 草2000 |      | 3歲未勝利        | 56   | 松若風馬 | 1    | 12   | 1    | 2:03.2 | （Hagino Ares）    |
| 25/3/2017  | 日本     | 中京 | 草2200 |      | 大寒櫻賞         | 56   | 丸山元氣 | 1    | 8    | 7    | 2:15.0 | Admire Winner      |
| 25/6/2017  | 日本     | 函館 | 草1800 |      | 奧尻特別         | 54   | 北村友一 | 7    | 12   | 6    | 1:48.0 | Field Charme       |
| 9/7/2017   | 日本     | 函館 | 草2000 |      | 3歲以上500萬以下 | 54   | 北村友一 | 10   | 12   | 1    | 1:59.8 | (Total Soccer)     |
| 23/7/2017  | 日本     | 函館 | 草2000 |      | 松前特別         | 54   | 北村友一 | 1    | 10   | 3    | 2:01.9 | Valdes             |
| 18/9/2017  | 日本     | 中山 | 草2200 | GII  | 聖烈特紀念       | 56   | 北村友一 | 15   | 15   | 4    | 2:13.3 | 覓奇燕子           |
| 22/10/2017 | 日本     | 京都 | 草3000 | GI   | 菊花賞           | 57   | 松若風馬 | 3    | 18   | 14   | 3:22.5 | 神業               |
| 3/2/2018   | 日本     | 京都 | 草2000 |      | 稻荷特別         | 56   | 武豐     | 9    | 10   | 3    | 2:01.9 | Danon Distance     |
| 3/3/2018   | 日本     | 阪神 | 草2000 |      | 千里山特別       | 57   | 武豐     | 4    | 9    | 1    | 1:59.9 | （Red Ignis）      |
| 25/3/2018  | 日本     | 中山 | 草2000 |      | 美浦錦標         | 57   | 內田博幸 | 6    | 11   | 5    | 2:00.0 | Sable Or           |
| 17/6/2018  | 日本     | 函館 | 草1800 |      | 北斗特別         | 57   | 丸山元氣 | 8    | 15   | 1    | 1:47.5 | （General Gozzip） |
| 7/7/2018   | 日本     | 函館 | 草2000 |      | 五稜郭錦標       | 57   | 北村友一 | 4    | 11   | 2    | 2:02.0 | 個人特色           |
| 28/7/2018  | 日本     | 札幌 | 草1800 |      | TVh賞            | 56   | 丸山元氣 | 13   | 14   | 1    | 1:47.2 | （Prophet）        |
| 19/8/2018  | 日本     | 札幌 | 草2000 | GII  | 札幌紀念         | 57   | 丸山元氣 | 10   | 16   | 5    | 2:01.5 | 白日彗星           |
| 14/10/2018 | 日本     | 東京 | 草2000 | OP   | 十月錦標         | 56   | 田邊裕信 | 6    | 10   | 4    | 1:59.5 | Mount Gold         |
| 11/11/2018 | 日本     | 福島 | 草2000 | GIII | 福島紀念         | 55   | 丸山元氣 | 2    | 16   | 1    | 1:58.3 | （個人特色）       |
| 17/2/2019  | 日本     | 小倉 | 草1800 | GIII | 小倉大賞典       | 57   | 丸山元氣 | 12   | 14   | 1    | 1:46.7 | （Tanino Frankel） |
| 31/3/2019  | 日本     | 阪神 | 草2000 | GI   | 大阪盃           | 57   | 田邊裕信 | 13   | 14   | 7    | 2:01.5 | 艾恩遺跡           |
| 23/6/2019  | 日本     | 阪神 | 草2200 | GI   | 寶塚紀念         | 58   | 丸山元氣 | 6    | 12   | 7    | 2:12.4 | 雍容白荷           |
| 22/9/2019  | 日本     | 中山 | 草2200 | GII  | 產經賞           | 56   | 丸山元氣 | 9    | 10   | 1    | 2:12.0 | （覓奇燕子）       |
| 27/10/2019 | 日本     | 東京 | 草2000 | GI   | 秋季天皇賞       | 58   | 丸山元氣 | 7    | 16   | 12   | 1:57.9 | 杏目               |
| 22/12/2019 | 日本     | 中山 | 草2500 | GI   | 有馬紀念         | 57   | 丸山元氣 | 4    | 16   | 13   | 2:34.0 | 雍容白荷           |
| 26/1/2020  | 日本     | 中山 | 草2200 | GII  | 美國賽馬會盃     | 57   | 丸山元氣 | 5    | 12   | 8    | 2:16.4 | 防爆裝束           |
| 28/3/2020  | 日本     | 中山 | 草2500 | GII  | 日經賞           | 57   | 田邊裕信 | 12   | 14   | 3    | 2:33.1 | 覓奇燕子           |
| 3/5/2020   | 日本     | 京都 | 草3200 | GI   | 春季天皇賞       | 58   | 北村友一 | 6    | 14   | 2    | 3:16.5 | 氣自豪             |
| 28/6/2020  | 日本     | 阪神 | 草2200 | GI   | 寶塚紀念         | 58   | 幸英明   | 15   | 18   | 11   | 2:16.7 | 創世駒             |

## 退役後
退役後，三幕劇並未入種，而是於北海道安平町早來馬匹牧場休養，在2020年作為乘騎馬使用，同時亦有參與馬術競技賽事。

## 血統簡介
父系黃金旅程爲日本賽駒，生涯戰績不俗，曾勝出香港瓶，退役後配種成績亦非常優秀。祖父週日寧靜是美國三冠賽雙軍馬，退役後在日本配種，在日本馬壇相當成功，贏得多項分級賽事，其子嗣贏得巨額獎金。
母系認真態度為愛爾蘭出生的英國賽駒，生涯戰績優秀，曾勝出一級賽卓維利園錦標及新北區錦標。外祖父Mtoto為英國賽駒，生涯戰績彪炳，曾勝出英皇佐治六世及皇后伊利沙伯鑽石錦標及連霸日蝕大賽。

### 血統表
| 父線：週日寧靜系（Halo系）       |                            |                |                  |
| 種馬 黃金旅程 1994年（深棗色）   | 週日寧靜 1986年（棕色）    | Halo           | Hail to Reason   |
| 種馬 黃金旅程 1994年（深棗色）   | 週日寧靜 1986年（棕色）    | Halo           | Cosmah           |
| 種馬 黃金旅程 1994年（深棗色）   | 週日寧靜 1986年（棕色）    | Wishing Well   | Understanding    |
| 種馬 黃金旅程 1994年（深棗色）   | 週日寧靜 1986年（棕色）    | Wishing Well   | Mountain Flower  |
| 種馬 黃金旅程 1994年（深棗色）   | Golden Sash 1988年（栗色） | Dictus         | Sanctus          |
| 種馬 黃金旅程 1994年（深棗色）   | Golden Sash 1988年（栗色） | Dictus         | Doronic          |
| 種馬 黃金旅程 1994年（深棗色）   | Golden Sash 1988年（栗色） | Dyna Sash      | 北方風味         |
| 種馬 黃金旅程 1994年（深棗色）   | Golden Sash 1988年（栗色） | Dyna Sash      | Royal Sash       |
| 繁殖雌馬 認真態度 2006年（棗色） | Mtoto 1983年（棗色）       | Busted         | Crepello         |
| 繁殖雌馬 認真態度 2006年（棗色） | Mtoto 1983年（棗色）       | Busted         | Sans le Sou      |
| 繁殖雌馬 認真態度 2006年（棗色） | Mtoto 1983年（棗色）       | Amazer         | Mincio           |
| 繁殖雌馬 認真態度 2006年（棗色） | Mtoto 1983年（棗色）       | Amazer         | {{{mfmm}}}       |
| 繁殖雌馬 認真態度 2006年（棗色） | Zameyla 2001年（深棗色）   | 十字彎角       | 綠沙漠           |
| 繁殖雌馬 認真態度 2006年（棗色） | Zameyla 2001年（深棗色）   | 十字彎角       | Park Appeal      |
| 繁殖雌馬 認真態度 2006年（棗色） | Zameyla 2001年（深棗色）   | Angelic Sounds | The Noble Player |
| 繁殖雌馬 認真態度 2006年（棗色） | Zameyla 2001年（深棗色）   | Angelic Sounds | Twany Angel      |
| 雌系：號族：6-f                  |                            |                |                  |
| 五代內近親交配：無               |                            |                |                  |

## 命名由來
名字Stiffelio（スティッフェリオ）出自意大利作曲家朱斯卑·威爾第所創作的同名三幕歌劇，香港則直接取「三幕劇」作為翻譯。

## 外部連結
- 三幕劇 netkeiba.com
- 血統表